# Ong Bun
Ong Bun, Ong Boun hay Bunsan, (sinh đầu thế kỷ 18 tại Viêng Chăn, mất tháng 11 năm 1781), vương hiệu đầy đủ là Samdach Brhat Chao Maha Sri Bunyasena Jaya Setha Adiraja Chandrapuri Sri Sadhana Kanayudha, là vị vua thứ ba của Vương quốc Viêng Chăn. Ông trị vì từ năm 1767 đến 1779, và từ 1780 đến khi mất năm 1781.
Ong Bun là con trai thứ hai của Vua Xaysethathirath II, kế vị anh trai là vua Ong Long sau khi ông này qua đời năm 1767.
Ông bị quân Siam sát hại tháng 11 năm 1781. Con trưởng Sadet Chao Fa Jaya Anandasena lên kế vị với vuơng hiệu Nanthasen, trị vì 1781 - 1795.